# 파주군
파주군(坡州郡)은 경기도 파주시의 이전 행정 구역으로, 조선 세조 5년(1459년) 파주목에 기원한다. 1996년 금촌읍을 폐지하고 파주시로 승격하였다.

## 역사
| Daedongyeojido (Gyujanggak) 12-04.jpg | Daedongyeojido (Gyujanggak) 12-03.jpg |
| Daedongyeojido (Gyujanggak) 13-05.jpg | Daedongyeojido (Gyujanggak) 13-04.jpg |

- 475년 고구려 장수왕 63년 때 : 술이홀현(述爾忽縣)
- 고려 명종 때 : 서원현(瑞原縣)
- 1393년(조선 태조 2년) : 서원군(瑞原郡)으로 승격
- 1398년(태조 7년) : 서원군과 파평현(坡平縣)을 원평군(原平郡)으로 통합하였다.
- 1415년(태종 15년) : 도호부로 승격하였다가, 곧 군으로 환원.
- 1459년(세조 5년) : 파주목으로 승격하였다.
- 1895년(고종 32년) : 음력 윤5월 1일 한성부 파주군으로 개편하였다.[1]
- 1896년(건양 원년) : 8월 4일 경기도 파주군으로 개편하였다.[2]
- 1914년 4월 1일 : 교하군(현 금촌동·교하동·운정동과 탄현면)이 파주군에 편입되었다.[3](11면)

| 조선총독부령 제111호 | |                |                                                          |
| 구 행정구역          | 구 행정구역 | 신 행정구역    | 신 행정구역                                              |
| 파주군               | 운천면(雲泉面) | 임진면(臨津面) | 운천리                                                   |
| 파주군               | 신속면(新屬面) | 임진면(臨津面) | 임진리, 장산리                                           |
| 파주군               | 마정면(馬井面) | 임진면(臨津面) | 마정리, 사목리                                           |
| 파주군               | 칠정면(七井面) | 임진면(臨津面) | 당동리, 문산리, 선유리                                   |
| 파주군               | 칠정면(七井面) | 주내면         | 항양리                                                   |
| 파주군               | 주내면(州內面) | 주내면         | 부곡리, 연풍리, 파주리                                   |
| 파주군               | 백석면(白石面) | 주내면         | 백석리, 봉서리, 봉암리                                   |
| 파주군               | 천현내패면(泉峴內牌面) 금곡리, 부작동리/오리동리 일부, 웅담리, 직천리/부작동리 일부 | 천현면(泉峴面) | 금곡리, 오현리, 웅담리, 직천리                           |
| 파주군               | 천현외패면(泉峴外牌面) 원기리 일부/양야리 일부/가좌동 일부, 은곡리/갈동리/(천현내패면) 오리동리 일부, 문평리/동막리/가좌동 일부/(파평면) 지천리 일부, 법의리/대위리 일부/원기리 일부/(천현내패면) 오리동리 일부, 둔방리/삼현리 일부                                               | 천현면(泉峴面) | 가야리, 갈곡리, 대릉리, 동문리, 법원리, 삼방리           |
| 파주군               | 자곡면(紫谷面) 덕옥리 일부/용은동 일부/위전리 일부/(백석면) 현암리 일부/(조리면) 능동리 일부, 순상리 일부/도내동 일부/(광탄면) 두만리 일부, 위전리 일부/영태리 일부/순상리 일부/(교하군 아동면) 아동리 일부, 위전리 일부/순상리 일부/도내동 일부/용은동 일부/(백석면) 오라리 일부 | 월롱면         | 덕은리, 도내리, 영태리, 위전리                           |
| 파주군               | 조리면(鳥里面) 굴촌리/내동리/장포리 일부/당산리 일부/(칠정면) 당동리 일부/문산하리 일부, 능동리 일부/당산리 일부 | 월롱면         | 내포리, 능산리                                           |
| 파주군               | 조리면(條里面) | 조리면         | 뇌조리, 등원리, 봉일천리, 오산리, 장곡리, 죽원리(竹院里) |
| 파주군               | 파평면(坡平面) | 파평면         | 금파리, 눌노리, 덕천리, 두포리, 마산리, 율곡리, 장파리   |
| 파주군               | 광탄면(廣灘面) | 광탄면         | 마장리, 발랑리, 방축리, 분수리, 신산리, 용미리, 창만리   |
| 교하군               | 탄포면(炭浦面) 낙하리 일부/금승리 일부/(파주군 오리면) 능동리 일부/(자곡면) 덕옥리 일부, 금승리 일부/낙하리 일부, 문지리/오금리 일부/금승리 일부, 오금리 일부, 축현리/(신오리면) 금산리 일부                                                                                      | 탄현면         | 금승리, 낙하리, 문지리, 오금리, 축현리                   |
| 교하군               | 신오리면(新五里面) 금산리 일부, 만우리 일부/대동리 일부, 대동리 일부/만우리 일부/금산리 일부, 법흥리 일부/성동리 일부 | 탄현면         | 금산리, 대동리, 만우리, 성동리                           |
| 교하군               | 현내면(縣內面) 맥금리 일부/(청암면) 송촌리 일부/연다산리 일부/오도리 일부/갈현리 일부, 법흥리 일부/성동리 일부, 금릉리 일부, 검산리 일부/(지석면) 하지석리 일부, 맥금리/검산리 일부/(청석면) 갈현리 일부/(지석면) 하지석리 일부                                                   | 탄현면         | 갈현리, 법흥리                                           |
| 교하군               | 현내면(縣內面) 맥금리 일부/(청암면) 송촌리 일부/연다산리 일부/오도리 일부/갈현리 일부, 법흥리 일부/성동리 일부, 금릉리 일부, 검산리 일부/(지석면) 하지석리 일부, 맥금리/검산리 일부/(청석면) 갈현리 일부/(지석면) 하지석리 일부                                                   | 아동면         | 금릉리, 검산리, 맥금리                                   |
| 교하군               | 아동면(衙洞面) 아동리 일부/야동리 일부/금릉리 일부/신금촌리 일부, 영태리 일부/아동리 일부/신금촌리 일부, 신금촌리 일부/야동리 일부/(지석면) 하지석리 일부/(파주군 자곡면) 용은동 일부                                                                                             | 아동면         | 금촌리, 아동리, 야동리                                   |
| 교하군               | 지석면(支石面) | 와석면(瓦石面) | 교하리, 상지석리, 하지석리                               |
| 교하군               | 와동면(瓦洞面) | 와석면(瓦石面) | 당하리, 목동리, 야당리, 와동리                           |
| 교하군               | 청암면(靑岩面) 다율리 일부, 송촌리 일부/(현내면) 갈현리 일부, 신촌리 일부/송촌리 일부/(석곶면) 문발리 일부, 연다산리 일부, 오도리 일부 | 청석면(靑石面) | 다율리, 송촌리, 신촌리, 연다산리, 오도리                 |
| 교하군               | 석곶면(石串面) 가좌동 일부/동패리 일부, 동패리 일부/문발리 일부, 산남리/구산리 일부, 서패리/동패리 일부 | 청석면(靑石面) | 동패리, 문발리, 산남리, 서패리                           |
- 1934년 4월 1일 : 와석면(瓦石面), 청석면(靑石面)을 교하면으로 합면하였다.[4] (10면)
- 1945년 11월 4일 : 38선 이남의 연천군 지역(적성면, 전곡면, 백학면, 남면)을 파주군에 편입하였다.[5] (12면)

| 군정법률 제22호 시도직제      |                    |
| 구 행정구역                   | 신 행정구역        |
| 연천군 적성면, 전곡면, 백학면 | 파주군 적성면 일원 |
| 남면                          | 남면 일원          |
- 1946년 2월 5일 : 연천군에서 편입했던 남면을 양주군에 이관하였다. (11면)
- 1954년 11월 17일 : 적성면으로 통합·편입했던 38선 이남의 전곡면과 백학면 지역을 연천군에 환원하고, 적성면 삼화리를 연천군 미산면에 이관하였다.[6]
- 1963년 1월 1일 : 적성면 늘목리를 연천군 전곡면에 이관하고, 장단군 군내면을 임진면에 편입하였다.[7]
- 1972년 12월 28일 장단군 장단면, 군내면, 진동면, 진서면을 수복지구 임시행정조치에 따라 편입하였다. (15면)
- 1973년 7월 1일 아동면(衙洞面)을 금촌읍으로 승격하고, 임진면 일원과 월롱면 내포리를 합하여 문산읍으로 승격하였다.[8] (2읍 13면)
- 1979년 5월 1일 군내면에 군내출장소를 설치하였다.
- 1980년 12월 1일 주내면을 주내읍으로 승격하였다.[9] (3읍 12면)
- 1983년 2월 15일 양주군 백석면 영장리·기산리를 파주군 광탄면에 편입하여 영장출장소를 설치하였고, 파평면 이천리를 문산읍으로 편입하고, 주내읍을 파주읍으로 개칭하였다.[10]
- 1987년 1월 1일 광탄면 기산리 일부를 양주군 백석면에 편입하였다.
- 1989년 4월 1일 천현면을 법원읍으로 승격하였다. (4읍 11면)
- 1996년 3월 1일 파주군 일원이 파주시로 승격되고, 금촌읍이 폐지되었다.[11] (3읍 11면 2행정동)

## 행정 구역의 변화

### 광복 이전

#### 대한 제국
- 천현면
- 주내면
- 임진면
- 조리면
- 월롱면
- 파평면
- 광탄면

#### 일제 강점기
- 교하면
- 천현면
- 주내면
- 임진면
- 조리면
- 월롱면
- 파평면
- 광탄면
- 탄현면
- 아동면

### 광복 직후
- 교하면
- 천현면
- 주내면
- 임진면
- 조리면
- 월롱면
- 파평면
- 적성면
- 광탄면
- 탄현면
- 아동면
- 남면

### 1970년
- 교하면
- 천현면
- 주내면
- 임진면
- 조리면
- 월롱면
- 파평면
- 적성면
- 광탄면
- 탄현면
- 아동면

### 1980년
- 교하면
- 천현면
- 주내읍
- 문산읍
- 조리면
- 월롱면
- 파평면
- 적성면
- 광탄면
- 탄현면
- 금촌읍
- 군내면, 장단면, 진서면, 진동면

### 1990년
- 교하면
- 법원읍
- 파주읍
- 문산읍
- 조리면
- 월롱면
- 파평면
- 적성면
- 광탄면
- 탄현면
- 금촌읍
- 군내면, 장단면, 진서면, 진동면